# Zámecký pivovar Frýdlant
Zámecký pivovar Frýdlant je průmyslový podnik ve Frýdlantě, městě na severu České republiky ve Frýdlantském výběžku Libereckého kraje. Pivovar se nachází pod místním hradem a zámkem na břehu řeky Smědé. Stojí na počátku staré cesty do Raspenavy (dnes silnice II/290).
První zmínky o pivovaru jsou z konce 14. století, kdy se v něm vařilo pivo pro potřeby zdejšího hradu. O dvě století později se ovšem kvůli lepší dostupnosti přírodních zdrojů přestěhoval do podhradí na břeh řeky Smědé. V dalších letech se pivovar postupně rozšiřoval a zvyšovala se také jeho roční produkce, která na počátku 20. století přesahovala 30 tisíc hektolitrů piva. Ovšem s ohledem na objem finančních prostředků, jež by si vyžádala jeho modernizace, došlo v roce 1949 k ukončení provozu pivovaru a jeho prostory se využívaly pro zrání sýrů a uskladnění zeleniny.
Na počátku 21. století se však objevily snahy o opětovné zahájení provozu. Vaří se zde pivo značky Albrecht. Slavnostní otevření pivovaru spolu s jeho požehnáním proběhlo v červenci 2014.

## Historie

### Od 13.do 18.století
Právo várečné udělil městu Frýdlant panovník Přemysl Otakar II. roku 1278. Ve městě se první písemné zmínky o pivovaru objevují v urbáři (soupisu) zdejšího panství vyhotoveném v letech 1381 až 1409. V té době se vařilo pivo na zdejším hradě a sloužilo pro potřeby jeho majitelů. V podhradí ovšem také stálo několik domů s právem várečným a jejich majitelé se posléze spojili a začali také vařit své pivo. Na území města tak existovaly dva pivovary.
Vrchnost na přelomu 16. a 17. století dobudovala svůj nový pivovar. Důvodem měl být vzrůstající objem uvařeného piva, pro nějž bylo vhodnější přesunout jeho výrobu blíže k přírodním zdrojům, a sice do podhradí na břeh řeky Smědé do míst, kde začínala stará cesta do Raspenavy (dnes silnice II/290). Český král Matyáš Habsburský roku 1616 vydal nařízení, podle něhož měl tento pivovar vařit pouze pro potřeby zdejšího hradu a nekonkurovat tak pivovaru měšťanů. Roku 1622 se majitelem zdejšího panství stal Albrecht z Valdštejna. Ten rozhodnutí krále nerespektoval a ještě v roce svého nástupu zabavil varné pánve z městského pivovaru. Dvě z nich odvezl do Jičína a jednu přesunul do svého frýdlantského panského pivovaru. Během Albrechtovy vlády nad zdejším panstvím došlo během roku 1626 k přestavbě objektu na kamennou budovu v barokním slohu (pivovar je na mapách z roku 1629 uváděn jako kamenná stavba). Postupně se také zvyšovala roční produkce uvařeného piva. Roku 1631 dosahoval výstav 1671 sudů, o rok později již 2080 sudů a v dalším roce (1633) již 3000 sudů.
Historikové si sice nejsou jisti, zda pivovar na počátku 17. století stál v současné lokalitě, nicméně je to pravděpodobné, neboť podle Globicovy mapy frýdlantského panství z roku 1660 stála v místě současného pivovaru stavba s hrázděným patrem a se sedlovou střechou.
Roku 1671, kdy Frýdlant patřil Gallasům, se měšťané vzdali svého várečného práva. Náhradou za to získali frýdlantskou papírnu spolu s kompenzací ve výši jednoho tolaru za každý ve městě vytočený sud piva. Surovina pro výrobu piva, chmel, se již od 16. století pěstoval jak přímo ve Frýdlantě, tak posléze také na lenních statcích zdejšího hradu, tj. v Habarticích, v Andělce, v Loučné či ve Višňové. Voda, která se při vaření piva využívala, se do pivovaru přiváděla dřevěným potrubím z Křížového vrchu.

### 19.a 20.století

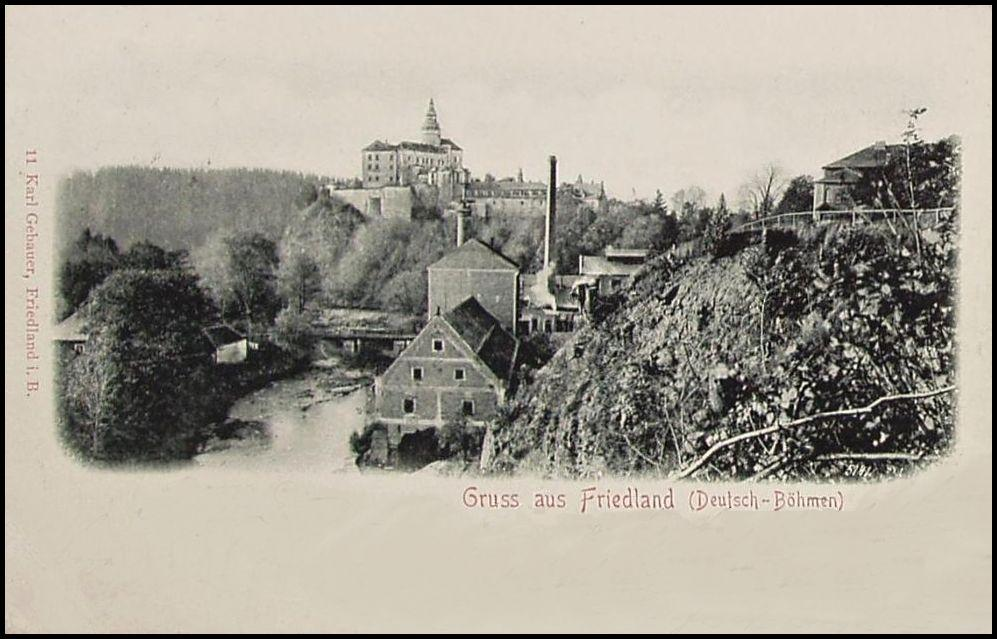
Pivovar v roce 1902

Nejstarší dochované plány pivovaru, které se podařilo najít, zachycují jeho stav z roku 1817. Během devadesátých let 19. století přešel pivovar z řemeslné výroby piva na výrobu průmyslovou. V té době proběhly také stavební úpravy, které ovšem vycházely z původní dispozice pivovaru. Nejpozději na počátku této přestavby se nájemci zdejšího pivovaru stali Franz Niessner, Josef Bondy a JUDr. Karel Winternitz, kteří podnik provozovali pod značkou Hraběte Clam-Gallase zámecký pivovar Niessner & Bondy ve Frýdlantu. Plány k přestavbě vytvořil roku 1890 frýdlantský stavitel Wilhelm Stärze. Jím navržené úpravy se vyhnuly východní části sladovny spolu s humnem a ušetřena byla také varna. Rozšířením původních ležáckých sklepů vznikl objekt chladného hospodářství. Stärzovy plány zachycují kotelnu, tovární komín i strojovnu, v níž se nacházel horizontální parní stroj s výkonem 10 až 12 koňských sil. Pro provoz varny vyrostla nová kotelna. U řeky Smědé vznikla odkalovací jímka, do níž ústily kanalizační svody z celého průmyslového areálu. Na úpatí svahu vznikl objekt chladného hospodářství mající hřebenový větrák a u chladnice pohyblivé žaluzie. Do prostor nad průjezd umístil Stärz chladicí stroj. Na plánech je také zřetelně rozpoznatelné, které zdivo zůstalo původní (barokní) a které je novější. Budovy tak mají většinou do výše patra zdivo minimálně barokního stáří.
O dva roky později (1892) vznikly plány na výstavbu požahovny v blízkosti stávající bednárny a také se ve dvoře postavila umývárna sudů. V témže roce vznikly plány vytvořené správou velkostatku. Je na nich zakreslena podoba pivovaru po proběhlé přestavbě. Oproti Stärzovým návrhům z před dvou let ovšem vykazují některé odlišnosti. Umývárna sudů není postavena, jak se původně zamýšlelo, vedle strojovny, nýbrž je situována do samostatného přístavku na dvoře. K dalším úpravám došlo roku 1896, kdy opět podle Stärzova návrhu vyrostla na protějším, jižním břehu řeky Smědé budova skladu. V těchto místech se již nacházely prostory bývalé frýdlantské cihelny, které již pivovar tou dobou využíval k sušení pivních sudů, pro ustájení koní a k odstavování povozů.
Za další dva roky (1898) naplánovali frýdlantští stavitelé Appelt & Hampel přestavbu kotelny a strojovny, do které navrhli instalaci nového parního kotle, vysokotlakého parního stroje a chladicího stroje (vše od brněnské strojírny Aktiengesellschaft für Maschinenbau, vorm. Brand & L'Huillier). Na tehdejší objekt strojovny navíc přistavěli ještě jedno patro, do nějž umístili chladicí zařízení a na břehu řeky vybudovali cisternu o pětimetrové hloubce. Frýdlantští stavitelé se také podíleli na úpravách vnitřních dispozic objektu chladného hospodářství. V pivovaru se tak vedle stroje zmíněné brněnské společnosti objevily také výrobky firmy Ringhoffer, Gebrüder Kob či libereckých Christiana Linsera a Ferdinanda Strenitze.
Další úprava proběhla roku 1906, kdy se vybudovala mechanizovaná požahovna sudů, k níž vyrostl samostatný komín stojící v zadní části areálu. Stavba vydržela až do roku 2010, kdy ji poškodily srpnové povodně.
V té době, tedy na přelomu 19. a 20. století, postupně stoupal výstav pivovaru (to jest jeho roční produkce) z hodnoty 28 504 hl v roce 1897, přes 29 512 hl (1898), 34 206 hl (1899), 34 378 hl a pokles na 31 629 hl (1900), až po 38 514 hl za rok 1910. Pivovaru ve Vratislavicích nad Nisou u Liberce, jenž tou dobou patřil mezi jeden z nejvýznamnějších pivovarů v Rakousku-Uhersku, činil roku 1900 výstav 128 000 hl. Roční produkce jiného pivovaru ve zdejší regionu, ve Vrkoslavicích u Jablonce nad Nisou, se tou dobou pohybovala mezi 60 a 70 tisíc hl a průmyslový novopacký pivovar vyrobil asi 23 000 hl ročně.
Před první světovou válkou dosahoval výstav 38 000 hl a provoz zaměstnával 40 lidí, ale v letech 1916 až 1918 musel být pivovar pro nedostatek surovin zastaven. Přesto roku 1917 vznikl projekt Josefa Nissera na přestavbu druhého a třetího patra sladové půdy, a to v jejích částech mezi hvozdem a varnou. Došlo tehdy k přestavbě krovu budovy a k vložení vikýřů. Po válce začal pivovar vařit také nízkostupňové pivo, a sice 8° a 12°. Během roku 1929 do objektu chladného hospodářství vestavěna nová káď spilky systému „Rostock“ a železobetonové ležácké tanky. Plány ke stavbě připravili Rudolf Hampel a Franz Krammel z Frýdlantu. Jejich kolaudace proběhla 2. srpna 1930 a tím se stavební vývoj v pivovaru ukončil. Před druhou světovou válkou dosahoval výstav pivovaru hodnoty 29 000 hl. Majitelkou podniku byla tou dobou již hraběnka Klotilda Clam-Gallasová, jež pivovar zdědila po hraběti Františku Clam-Gallasovi (zemřel 1930). V nájmu zámecký pivovar měli Franz a Ernst Niessnerovi spolu s JUDr. Winternitzem a sládkem byl Aleš Konvička.
Po skončení druhé světové války připadl pivovar coby konfiskát národní správě a objevily se úvahy o převozu vybavení provozu na Slovensko. Těmto snahám se sice povedlo zabránit, nicméně vyčíslení nákladů potřebných na nutnou modernizaci frýdlantského pivovaru, které činily 3,56 milionu Kčs, měly za následek v roce 1949 jeho uzavření pro neefektivitu výroby. V dalších letech využívaly zdejší prostory pro zrání sýrů Severočeské mlékárny, n. p., závod Liberec. Poté se využíval k uskladnění zeleniny. Během druhé poloviny 20. století byly navíc postupně zbourány kotelna pivovaru a také jeho strojovna.

### Počátek 21.století

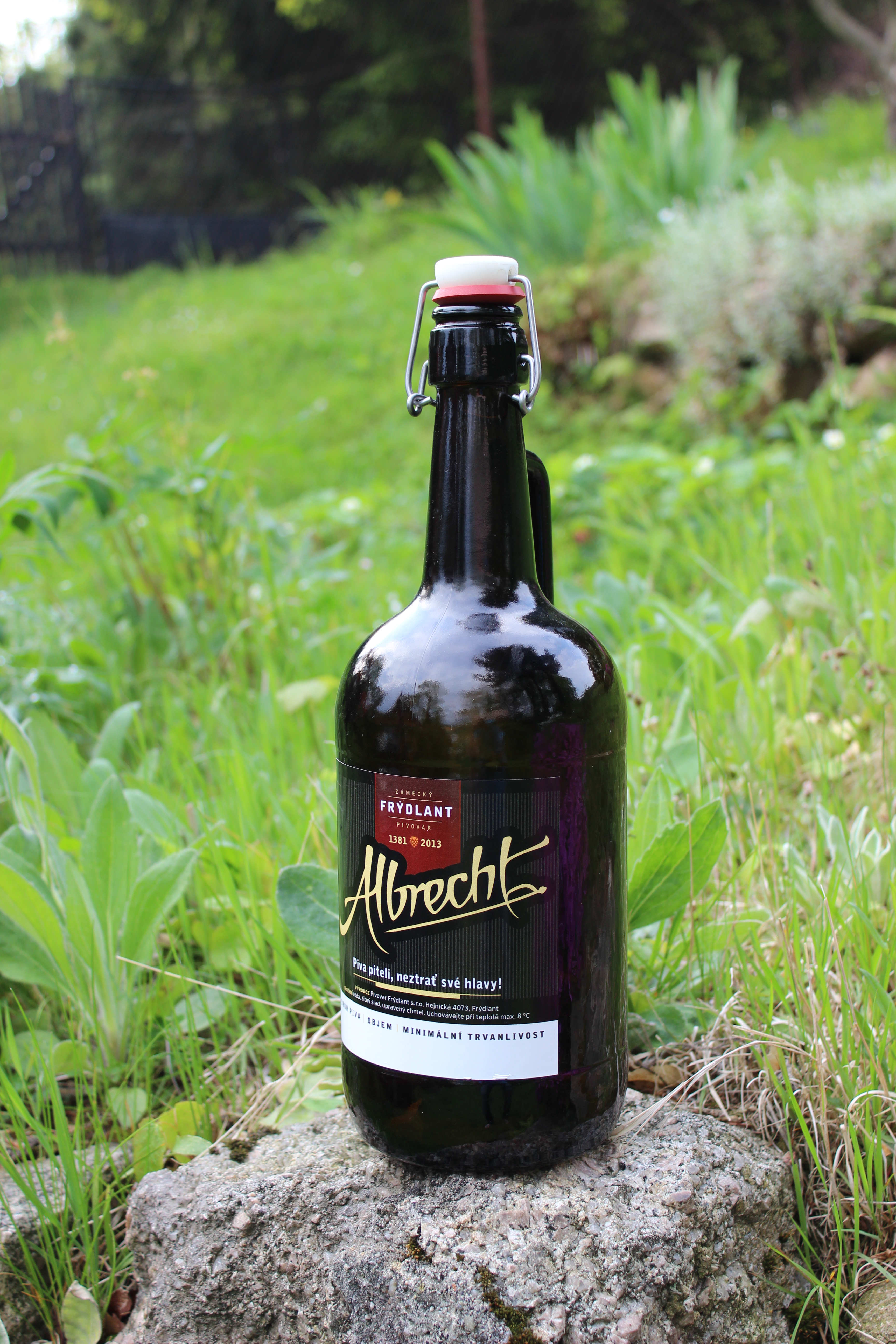
Lahev piva Albrecht

V roce 2010 zakoupila pivovar společnost Terra Felix, s.r.o., jejímž majitelem je Marek Vávra. Ta se snaží o jeho obnovu, jejíž náklady by se měly vyšplhat na dvě stě milionů Kč. Ročně by se mělo vyrábět z počátku 1200 hl piva, ale postupně by noví majitelé chtěli dosáhnout až 30 000 hl piva. V pivovaru by mělo vzniknout také muzeum a v nejstarší části areálu, v barokním humnu, by se měla otevřít středověká restaurace. Během obnovy se také podařilo vybudovat školicí centrum.
První uvařené pivo, které je distribuováno pod značkou Albrecht, mohli návštěvníci ochutnat při frýdlantských Valdštejnských slavnostech konaných v roce 2013. Tehdy ovšem nabízený nápoj nepocházel přímo z frýdlantského pivovaru, nýbrž byl podle stejné receptury uvařen v jiném provozu. Nápoj se nabízel ve skleněných dvoulitrových lahvích s patentním porcelánovým uzávěrem. V podobných se pivo prodávalo již v minulosti. V červenci 2014 proběhlo slavnostní otevření pivovaru, během kterého mu místní duchovní požehnal.
Pivovaru se dařilo, když jeho výstav činil deset tisíc hektolitrů, a navíc na odborných soutěžích sklízel i ocenění za kvalitu svých výrobků. V roce 2020 jej však zasáhla pandemie covidu, kdy musel již vyrobené pivo prodávat výrazně pod cenou, aby se jim nezkazilo. Navíc od státu majitelé pivovaru nedostali žádnou finanční pomoc. Další problémy nastaly při ruské invazi na Ukrajinu (2022), neboť úvěr, který na provoz pivovar měli, jim dala Sperbank, která v České republice v souvislosti s ozbrojeným konfliktem ukončila svůj provoz. Dluh pivovaru odkoupil fond a majitelé frýdlantského podniku se dostali do insolvence, vlivem níž nemohli vařit pivo a tím splácet své vypůjčené prostředky. Navíc ještě výrazně vzrostly ceny energií, což rovněž postihlo provoz podniku.
V roce 2024 vařil své pivo v kutnohorském pivovaru, nicméně od října toho roku otevírá ve Frýdlantě novou varnu. Současně má v plánu převést po dohodě s věřiteli pohledávky pivovaru do akciového podílu a nalézt silného obchodního partnera, se kterým by opětovně mohl rozjet vaření piva do té míry, aby dosahoval roční výroby jako před pandemií covidu.
Na sklonku roku 2023 se objekt pivovaru stal kulturní památkou České republiky, kdy jsou oceňovány zachovalé stavební prvky dokumentující přerod z původně řemeslné výroby piva na průmyslový způsob produkce a pochvalně je hodnocena rekonstrukce celého areálu pivovaru.

## Produkce
V pivovaru se vařívala piva pojmenovaná Malz, které mělo 10°, nebo čtrnáctistupňový Hubertus. Na jejich etiketách bývala silueta frýdlantského zámku. Při obnově výroby v roce 2014 se začaly vařit spodně kvašené ležáky pojmenované Albrecht 11° (s obsahem alkoholu 4,5 %) a Albrecht 12° (s obsahem alkoholu 5,0 %), dále svrchně kvašená piva Ale, tedy Albrecht Pale Ale (s obsahem alkoholu 5,0 %) a Albrecht IPA (s obsahem alkoholu 6,5 %), a také svrchně kvašená pšeničná piva Weizen, mezi něž patří Albrecht Weizen (s obsahem alkoholu 5,0 %). Vedle toho plánují u příležitosti výjimečných událostí vařit sezónní piva. Prvním je v létě 2014 nefiltrované světlé svrchně kvašené pivo Albrecht Sum Ale (s obsahem alkoholu 3,0 %). Piva z pivovaru je možné ochutnat v pivních barech či restauracích v Liberci, dále na Frýdlantsku, popřípadě v Praze.
V roce 2015 získalo pivo z frýdlantského pivovaru Cenu Toulavé kamery a uspěl rovněž v klání nazvaném Jarní cena českých sládků. Následující rok získal zlatou a stříbrnou pečeť a roku 2017 byl třináctistupňový Kristián oceněn jako Výrobek roku Libereckého kraje.